# هيني بيني (صناعات آلات غذائية)
شركة هيني بيني هي شركة أمريكية تُصنّع معدات غذائية تجارية عالية الجودة، ومقرها إيتون، أوهايو . تأسست الشركة عام ١٩٥٧، ويعمل بها حاليًا أكثر من ١٠٠٠ موظف.  من بين عملائها: كنتاكي ، ووينديز ، وماكدونالدز ، وتشيك-فيل-إيه ، وتشيكن ليكن . أصبحت الشركة مملوكة للموظفين عام ٢٠١٥. 

## منتجات

### مقلاة إيفولوشن إيليت المفتوحة
في عام 2009، قدمت شركة Henny Penny تقنية تقليل سعة الزيت باستخدام مقلاة Evolution Elite Open Fryer ، وهي مقلاة عميقة تستخدم 30 رطل من زيت القلي في الحوض بدلاً من 50 رطلاً سابقًا رطل 

### مقلاة الضغط من سلسلة فيلوسيتي
في عام ٢٠١٧، أطلقت هيني بيني مقلاةً جديدةً بضغط زيت منخفض تُسمى فيلوسيتي (إلى جانب نوعٍ آخر من المقلاة المفتوحة). تميّز هذا الطراز بسعة ٨ رؤوس لقلي الدجاج، وتجديد الزيت تلقائيًا، ونظام ترشيح زيت تلقائي مشابه لنظام إيفولوشن إيليت.  يستهلك هذا الطراز زيتًا أقل بنسبة ٢٥٪ من المواقد المنافسة، ويستخدم التدفئة الكهربائية أو الغازية .

### مقلاة مفتوحة F5
في عام ٢٠٢٣، أطلقت هيني بيني مقلاةً مُحدثةً ذات سعة زيت مُخفّضة تُسمى F5 Fryer .  تتميز F5 بعناصر تحكم سهلة الاستخدام عبر شاشة تعمل باللمس تُقلّل بشكل كبير من وقت تدريب المستخدمين. تستغرق دورة التصفية السريعة في F5 ثلاث دقائق فقط، وهي أسرع من أي مقلاة تجارية أخرى. 

## الجوائز
حصلت هيني بيني على العديد من الجوائز من جمعيات الصناعة والعملاء.

### كنتاكي
- KFC 2010 مورد المعدات الأمريكي للعام [7]
- KFC 2011 مورد المعدات الأمريكي للعام [8]
- KFC 2011 مورد العام في الولايات المتحدة [9]
- KFC 2012 مورد المعدات الأمريكي للعام [10]

### ماكدونالدز
- جائزة ماكدونالدز للابتكار لعام 2008
- مورد المعدات العالمي لعام 2009 من ماكدونالدز [11]
- شريك المعدات العالمي لماكدونالدز لعام 2010 [12]

## روابط خارجية
- الموقع الرسمي